# Zona turística da Baía de Todos-os-Santos

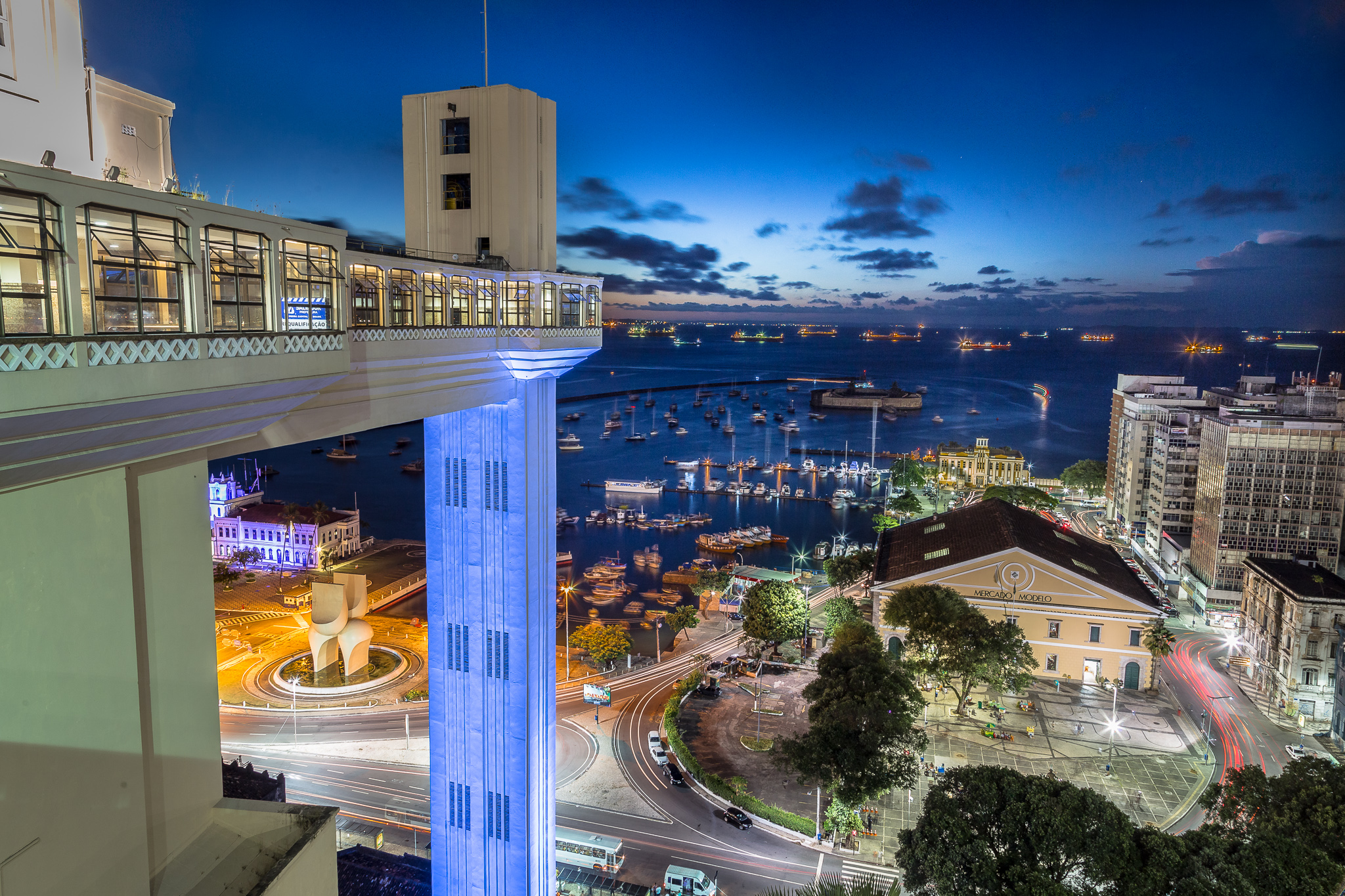
Elevador Lacerda e a Baía de Todos-os-Santos

A Zona turística da Baía de Todos os Santos, no Brasil, compreende os municípios do recôncavo baiano e as ilhas da baía. Sendo segundo a SETUR o "principal destino do turismo de lazer, de cultura, de eventos e de negócios" do estado.[carece de fontes?]
Esta zona turística se propõe a fomentar a criação, a estruturação e a comercialização de produtos turísticos planejados de forma integrada e participativa. Tendo como principal motivo da sua identificação como zona turística a possibilidade de se trabalhar projetando através do marketing integrado aos produtos turísticos da região como a baía de Todos os Santos. Nesse sentido as ações são:
- a recuperação e implantação de infraestrutura náutica, a exemplo de píeres e atracadouros;
- capacitação profissional e empresarial;
- ações de preservação ambiental;
- inclusão social e econômica da comunidade, com ações que vão desde a qualificação profissional, passando pelo estimulo e fortalecimento da cadeia produtiva, à produção e operacionalização de pequenas embarcações, que poderão fazer parte de novos roteiros do turismo náutico.

## Municípios[1]
- Salvador
- Itaparica
- Vera Cruz
- Jaguaripe
- Nazaré
- Salinas da Margarida
- Maragojipe
- São Félix
- Aratuípe
- Muniz Ferreira
- Muritiba
- Cachoeira
- Santo Amaro
- Saubara
- São Francisco do Conde
- Madre de Deus
- Candeias
- Simões Filho